# Roberto Gómez Bolaños
Roberto Gómez Bolaños (Ciudad de México, 21 de febrero de 1929-Cancún, 28 de noviembre de 2014), conocido como Chespirito, fue un actor, comediante, guionista, director y productor mexicano. Es considerado una de las figuras más influyentes del entretenimiento televisivo en América Latina durante el siglo XX, gracias a la creación e interpretación de personajes emblemáticos como El Chavo del 8 y El Chapulín Colorado. Su trabajo en el programa Chespirito y sus derivados lo convirtió en un icono cultural de alcance internacional, especialmente en países hispanohablantes.
Estudió ingeniería en la Universidad Nacional Autónoma de México, pero se dedicó desde joven al guionismo en radio, cine y televisión. Su apodo surgió como una alusión a William Shakespeare, reconociendo su talento como escritor. A partir de 1970, su carrera despegó con el desarrollo de sketches humorísticos que evolucionaron en series independientes con gran impacto popular. Además de la televisión, escribió obras teatrales, publicó libros y participó en películas, algunas de ellas dirigidas y protagonizadas por él mismo. Su legado artístico continúa vigente y sus creaciones siguen siendo retransmitidas y adaptadas en distintos formatos.

## Biografía y carrera

### 1929-1959: primeros años
Roberto Gómez Bolaños nació el 21 de febrero de 1929 en la Ciudad de México, en el seno de una familia de clase media. Fue el segundo hijo del matrimonio entre Francisco Gómez Linares, pintor y dibujante de revistas, y Elsa Bolaños Cacho, secretaria bilingüe. Desde temprana edad mostró interés por las artes y la escritura, influenciado en parte por la labor creativa de su padre, quien trabajó como ilustrador en publicaciones de la época. Pasó su infancia y adolescencia en distintos barrios de la capital mexicana, en una época marcada por los cambios sociales y culturales del país tras la Revolución Mexicana. Por línea materna, era nieto del médico militar Ramón Bolaños Cacho y de María Aguilar, originaria de Zacatecas. A través de su madre, fue sobrino del presidente de México Gustavo Díaz Ordaz, quien gobernó entre 1964 y 1970. Tuvo dos hermanos: un hermano mayor, Francisco (1926-2010), y un hermano menor, Horacio Gómez Bolaños, quien más adelante interpretaría al personaje de Godínez en la serie El Chavo del 8. También tuvo un medio hermano mayor, fruto de una relación anterior de su padre.
Durante su juventud, Roberto fue un apasionado del deporte. Practicó fútbol y boxeo, y llegó a participar en competencias amateur. A pesar de su inclinación por el arte y la creatividad, decidió estudiar ingeniería mecánica en la Universidad Nacional Autónoma de México (UNAM), aunque nunca ejerció la carrera profesionalmente. Su paso por la universidad coincidió con el auge de la radio y la televisión en México, lo que influyó decisivamente en su orientación hacia el mundo del espectáculo. En 1951, comenzó a trabajar como redactor publicitario en una agencia de publicidad, donde se especializó en contenidos para medios audiovisuales. Su capacidad para crear diálogos ingeniosos y situaciones cómicas lo llevó pronto a escribir guiones para programas de radio, cine y televisión. Entre sus primeros trabajos destacan colaboraciones en los programas Cómicos y canciones y El estudio de Pedro Vargas, así como guiones para películas del dúo cómico Viruta y Capulina. Fue en esta etapa que un compañero lo apodó «Chespirito», diminutivo de «Shakespearito», en referencia a William Shakespeare y a su baja estatura.

### 1959-1970: inicios como guionista yLos supergenios de la mesa cuadrada
Sus primeros libretos fueron utilizados para películas protagonizadas por los comediantes Viruta y Capulina, con quienes debutó como actor en 1959 grabando la película Dos locos en escena, estrenada en 1960. Luego de su paso por Cómicos y canciones, donde se desempeñó como guionista y ocasional actor, Roberto Gómez Bolaños debutó como protagonista en el canal 8 (XEQ-TV) de Televisión Independiente de México con la serie El ciudadano Gómez. En este proyecto actuaba junto a Rubén Aguirre, quien previamente había participado en El club del Chori. Aunque la serie fue producida en 1968, el empresario Bernardo Garza Sada, propietario de la emisora, optó por postergar su emisión con el objetivo de reservarla como parte de una futura estrategia competitiva frente al canal 2 (XEW-TV) de Telesistema Mexicano. Su transmisión se reanudó finalmente en 1970.
Durante este mismo periodo, el productor Sergio Peña invitó a Gómez Bolaños a participar en Sábados de la fortuna, un programa de variedades de larga duración que incluía concursos, presentaciones musicales y segmentos humorísticos. Su participación consistió en escribir y actuar en sketches cómicos de media hora, conocidos por él mismo como “chespirotadas”, en referencia a su apodo artístico. Uno de estos segmentos fue La mesa cuadrada, una sátira de los programas informativos, donde participaban Rubén Aguirre como el profesor Jirafales, Ramón Valdés como el ingeniebrio Ramón Valdés Tirado Alanís, María Antonieta de las Nieves como presentadora, y el propio Gómez Bolaños como el doctor Chapatín. Debido a su popularidad, el sketch fue rebautizado como Los supergenios de la mesa cuadrada y se convirtió en un programa independiente que se mantuvo brevemente en el aire en 1970. En este formato, los personajes respondían con humor a supuestas cartas del público que abordaban temas sociales y políticos de la época. A pesar del éxito, el programa fue cancelado por decisión propia de Bolaños, quién tiempo más tarde explicó que el formato dependía de la actualidad inmediata y perdía efectividad cuando los episodios eran grabados con semanas de anticipación.

### 1970-1979: consagración conEl Chavo del 8y popularidad
En 1970, extendieron su horario a una hora y en un programa propio. Él mismo se denominó Chespirito y nació el personaje del Chapulín Colorado. En 1971, apareció El Chavo, inicialmente como un segmento, que luego se convirtió en una serie independiente de media hora con emisión semanal en «horario estelar». A raíz del éxito, Gómez Bolaños adquirió escenografía y utilería para recrear la vecindad donde se desarrollaba la trama, e inició audiciones para incorporar nuevos actores. Además de Aguirre, De las Nieves y Ramón Valdés, quienes ya colaboraban con él desde años anteriores, se integró Florinda Meza, procedente de la serie de comedia La media naranja. A través de Aguirre, Gómez Bolaños conoció a Carlos Villagrán, quien actuaba en un programa conducido por el propio Aguirre. Villagrán fue contratado luego de que Gómez Bolaños viera un sketch en el que interpretaba a un muñeco de ventrílocuo llamado Pirolo, personaje en el que ya «inflaba sus cachetes» para acentuar su comicidad. Gómez Bolaños relacionó su estilo con la filosofía de Henri Bergson, basada en la «humanización de lo mecánico y la mecanización de lo humano». Villagrán también aportó el característico llanto de Quico, inspirado en un personaje anterior llamado Lola Mento, del programa El club del Chori. Otro actor incorporado fue Édgar Vivar, recomendado por Nacho Brambila, amigo de Gómez Bolaños. Vivar recordó más adelante que su participación fue inesperada y que, aunque era aficionado al cine y al teatro, no tenía planeado integrarse al proyecto. La actriz española Angelines Fernández, por su parte, ya contaba con experiencia en el cine de su país. Otros actores que participaron ocasionalmente en el programa fueron Ofelia Guilmain, Germán Robles, Héctor Bonilla y Rogelio Guerra, entre otros.
| «Yo nunca pretendí que la gente creyera que éramos niños, sino que aceptaran que éramos adultos interpretando a los niños.».—Gómez Bolaños sobre el elenco de su serie El Chavo del 8 (1971). |

El primer capítulo de la serie El Chavo del Ocho se transmitió el 20 de junio de 1971. Apenas dos años después, ya se emitía en varios países de Hispanoamérica y contaba con altos índices de audiencia. Era el programa más exitoso del canal 8, por lo que al año siguiente el empresario Emilio Azcárraga Milmo invitó a Roberto Gómez Bolaños a trasladar El Chavo y sus demás programas al canal 2, ofreciéndole un mejor salario. Sin embargo, el comediante rechazó la propuesta, argumentando que tenía un contrato vigente con el canal 8 que debía respetar. En 1973, Telesistema Mexicano (canal 2) y Televisión Independiente de México (canal 8) se fusionaron para formar Televisa, y entonces el programa pasó a transmitirse por el canal 2.
Según el periódico Excélsior, en 1975 la serie era vista por más de 350 millones de personas cada semana, y llegó a alcanzar entre 55 y 60 puntos de cuota de pantalla. A partir de 1977, el elenco principal comenzó a realizar giras por otros países, en las que actuaban y bailaban frente al público. Visitaron lugares como el Estadio Nacional de Chile, donde ofrecieron doble función en un solo día ante 80 000 personas, el Anfiteatro de la Quinta Vergara, el Poliedro de Caracas en Venezuela, el auditorio Luna Park, en Buenos Aires (donde se presentaron durante una semana) y otros escenarios argentinos como los estadios Malvinas Argentinas, Jorge Luis Hirschi y Mario Alberto Kempes. También actuaron en el Coliseo Amauta en Perú, el estadio Ramón Tahuichi Aguilera en Bolivia, y realizaron presentaciones en Panamá —a las que asistieron incluso figuras políticas como el entonces presidente Demetrio Lakas—, así como en San Juan, Ponce y Mayagüez en Puerto Rico, el Madison Square Garden en Estados Unidos, San Pedro Sula, Honduras, Guatemala, El Salvador, Nicaragua, Costa Rica, Ecuador, Uruguay, Paraguay y Colombia, incluyendo una visita a la Casa de Gobierno.
En 1978, los productores Valentín Pimstein y Fabián Arnaud propusieron a Gómez Bolaños escribir un guion cinematográfico basado en El Chapulín Colorado o El Chavo del 8. Sin embargo, este declinó la oferta al considerar que, en el caso de El Chavo, la historia se desarrollaba exclusivamente en la vecindad, lo que dificultaba crear una trama original sin recurrir a elementos ya abordados en la serie. En su lugar, se involucró en la realización de El Chanfle, una película que contó con el mismo elenco de El Chavo del 8.

### 1980-1984:El Chanfle 2,Don ratón y don rateroyCharrito
Para El Chanfle 2, su siguiente filme, contó con la participación de su elenco habitual, con las ausencias de Carlos Villagrán y Ramón Valdés, el primero por decisión propia y el segundo debido a un problema de salud detectado a inicios de 1980. Con el tema de la dirección y producción, Emilio Azcárraga junto a varios ejecutivos de Televisa buscaba un nuevo director para el largometraje; sin embargo, termino siendo Gómez Bolaños quien asumió el cargo. Con la asistencia de Javier Carreño, escribió la historia de un humilde utilero de un equipo de fútbol que logra su sueño al lado de su esposa, de tener un niño, y escogió a Leonardo Velázquez para crear la banda sonora. Estrenada en diciembre de 1981 en Las Vegas, la película recibió reseñas menos entusiastas en comparación a su obra anterior. Aunque resultó ser un «éxito en taquilla». Luego de participar en la redacción y producción de El Chanfle 2, empezó a escribir una nueva película Don Ratón y don Ratero, basado en una serie de robos, engaños y persecuciones, con un estilo más cercano al slapstick ambientada en la Ciudad de México de los años 1920. De esta forma retomó el humor físico y los enredos que habían caracterizado a varios de sus personajes. El rodaje comenzó a mediados de 1982 en las partes coloniales de San Ángel y Coyoacán, con Rubén Aguirre y Édgar Vivar en los papeles principales y con la participación del director de fotografía Luis Medina y del compositor Nacho Méndez.
Antes de la grabación de Don Ratón y don Ratero, el productor ideó la historia de una película western, Charrito siendo esta la primera obra original de Chespirito en el cine tras el nombramiento de Sergio Véjar como secretario general del STPC. En su biografía manifestó que antes del estreno, Televisa le propuso hacer una secuela de El Chanfle debido al éxito de la primera. Él aceptó con la condición de tener un buen argumento y escribió la secuela. Esto llevó a posponer el estreno ya terminado de Charrito. Durante este proceso, surgieron conflictos con Televicine. A varios ejecutivos no les gustó la dirección de Charrito y sugirieron reemplazar a Gómez Bolaños en El Chanfle 2, pero él se negó. Finalmente, Azcárraga respaldó al comediante. Luego, Televicine quiso que Charrito se emitiera solo por televisión, pero se opuso. Aunque no tenía control sobre la distribución, logró negociar y se respetó su versión original. La película se estrenó en cines y, pese al escepticismo inicial, fue bien recibida por el público.

### 1985-2009:Títere, trabajos teatrales y vida posterior
En 1985, escribió, compuso y protagonizó la obra Títere, una comedia musical en dos actos basada en el cuento de Pinocho de Carlo Collodi. El montaje, dirigido a toda la familia, fue presentado durante una extensa temporada en los Televiteatros de la Ciudad de México, entonces propiedad de Televisa, y posteriormente recorrió diversas ciudades del país. Con música, letra y libreto originales del propio Gómez Bolaños, la obra combinaba elementos de humor, reflexión y coreografías acompañadas por arreglos musicales, consolidándose como uno de los mayores éxitos teatrales de su carrera.

El reparto incluyó a Florinda Meza como Betel, Raúl «Chato» Padilla como Geppetto, Angelines Fernández como el Hada Madrina, Horacio Gómez como Strómboli, Roberto Gómez Fernández como el Ratón, Ramiro Orci como el Gato y Rodolfo Rodríguez en el papel de Pinocho, además de Gómez Bolaños en el rol del maestro José Grillo. La música fue interpretada por la Orquesta Sinfónica Nuevo Mundo y el Coro Canto Novo. A raíz de su popularidad, se editó un álbum con las canciones de la obra, algunas de ellas adaptaciones de temas incluidos previamente en los discos Así cantamos y vacilamos en la vecindad del Chavo y El Chavo canta: ¡Eso, eso, eso!, además de temas inéditos como «Diferente», «La vida» y «Ánimo».
«Otro acierto en la carrera de Chespirito, una obra teatral blanca, con momentos de humor, de reflexión y estupendos arreglos musicales» —reseña de la época sobre Títere.
Volvió al cine en 1988 con el drama Música de viento, en el que además de actuar asumió la producción. La cinta destacó por ser la única de sus realizaciones cinematográficas en la que no participaron los actores habituales de su elenco, con excepción de Florinda Meza. En 1991, incursionó en las telenovelas al dirigir y producir Milagro y magia junto con Meza, además de componer su musicalización, la cual fue reutilizada en La dueña (1995) y Alguna vez tendremos alas (1997).

### 1992-2008:Once y docey libros
Fuera de sus habituales personajes televisivos, a partir de 1992, representó en teatro durante varios años la obra Once y doce. Días antes se realizaron los ensayos generales con funciones completas, escenografía e iluminación, frente a un público conformado por estudiantes de secundaria y preparatoria. La función de estreno contó con la asistencia de invitados especiales y prensa, y aunque fue recibida con entusiasmo, en las semanas posteriores registró una asistencia mínima, llegando a presentar funciones con menos de veinte espectadores. El 25 de mayo, apenas mes y medio después de su estreno, Once y doce consiguió su primera función con boletaje agotado, lo que marcó el inicio de una etapa sostenida de éxito. A partir de entonces, las funciones con localidades completas se sucedieron de manera consecutiva de martes a domingo, imponiendo un récord en el teatro mexicano, ya que ninguna otra obra mantuvo temporadas con esa frecuencia. Durante su primera temporada permaneció en cartelera durante siete años ininterrumpidos en el mismo recinto, superando ampliamente a su competidora más cercana, la comedia musical El diluvio que viene, cuya temporada original duró poco más de tres años en el Teatro San Rafael. Con más de 2700 representaciones en su temporada original, Once y doce se convirtió en la obra teatral de mayor permanencia en cartelera en México.
Con la intención de contar la vida y el final canónico de su personaje el Chavo del 8, en 1995, lanzó el libro El diario del Chavo del 8, en el que también escribió lo que sucedió con otros personajes de su serie homónima.
En 2006, lanzó su autobiografía con el título, Sin querer queriendo: memorias, obra cuya primera parte fue adaptada a una serie de televisión de streaming en 2025.
Luego de 31 años de ausencia desde 1977, en julio de 2008, volvió a visitar Chile para hacer una presentación de su obra Once y doce.

### 2009-2014: homenajes y problemas de salud
El 12 de noviembre de 2009, fue ingresado de urgencia a un hospital de Ciudad de México. Según declaraciones de su hijo Roberto Gómez Fernández; Chespirito tuvo una complicación de la próstata, por lo cual le hicieron una intervención quirúrgica sencilla. El mismo año, acompañado por su esposa Florinda Meza, fue homenajeado en Colombia a través del Canal RCN en un programa especial titulado Gracias, muchas gracias, donde fue entrevistado por el presentador Jota Mario Valencia; Bolaños lo consideró como uno de los mejores homenajes que le llegaron a hacer, declarando: «me han hecho muchos homenajes, pero ninguno como éste». Un año después, fue internado nuevamente en junio de 2010, debido a una recaída de salud causada por sus problemas de próstata, por lo que se vio obligado a ausentarse profesionalmente de manera indefinida.
Para 2012, recibió otro homenaje, esta vez en el Auditorio Nacional, mismo que se vio obligado a abandonar en ambulancia casi al inicio por presentar molestias de salud. Su salud persistió en caída conforme pasó el tiempo, al punto de verse incapaz de poder caminar, lo que lo orilló a retirarse de forma definitiva de la vida pública y profesional en 2013.
Una de las últimas actualización que se tuvieron de él la compartió su hijo Roberto Gómez Fernández, quien declaró en junio de 2014 que su padre se había emocionado al ver a varios hinchas vestidos del Chapulín Colorado y otros de sus personajes durante la Copa Mundial de Fútbol de ese año, ya que Bolaños había sido un fanático de ese deporte desde que era un niño.

## Vida personal

### Apoyo provida

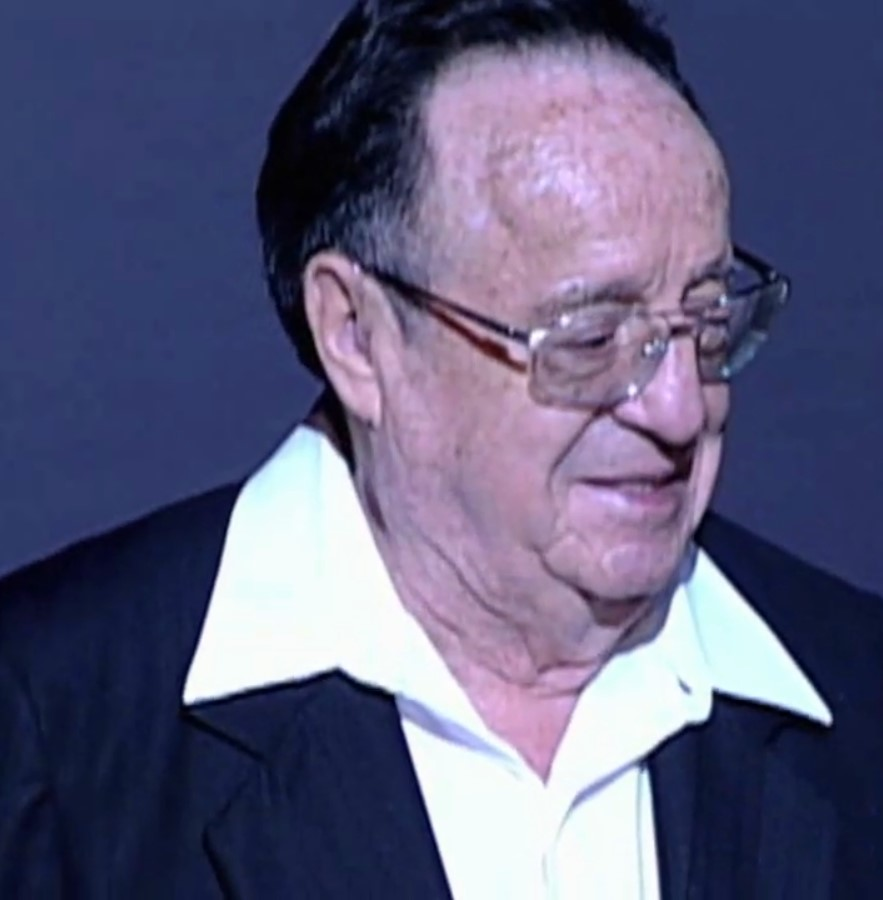
Retratado en 2008.

En abril de 2007, se unió al reclamo de grupos católicos y conservadores que pugnaban por mantener el aborto como un delito en Ciudad de México, frente a la postura de la Asamblea Legislativa, cuyos representantes se inclinaron por despenalizarlo durante las doce primeras semanas de gestación. Gómez Bolaños participó en propaganda televisiva en contra de la nueva ley.

### Matrimonios e hijos
En 1956, contrajo matrimonio con la argentina Graciela Fernández, con quien tuvo seis hijos. A partir de octubre de 1977, inició una relación extramarital con Florinda Meza, su compañera de reparto en El Chavo del 8, a quien ya había estado cortejando cinco años antes, cerca de 1972. En consecuencia, en 1979, Graciela y Roberto se divorciaron. 
En 2004, luego de veintisiete años de vivir juntos, se casaron. La pareja no tuvo hijos propios porque Chespirito decidió realizarse una vasectomía antes de conocer a Florinda.

### Puntos de vista políticos
Ante la pregunta de quién había sido el mejor presidente de México, Chespirito respondió: 

«Gustavo Díaz Ordaz en algunas cosas y no porque haya sido mi tío, a quien nadie quería. Antes del 68 fue el mejor presidente, y si vemos los números de la inflación que tuvo México, se justifica. Luego, Salinas, aunque no había ganado, pero fue inteligentísimo. Y con Fox pasa lo mismo, sus cifras son mejores después de Díaz Ordaz pa´cá. Ahora, la respuesta más acertada que puedo dar es: ninguno.»

Entre 2000 y 2006, participó en anuncios televisivos apoyando las campañas electorales del Partido Acción Nacional. En 2006, también escribió una carta para el entonces candidato Andrés Manuel López Obrador, al que le pidió no dividir a los mexicanos.

## Controversias

### Acusaciones de apoyo a dictaduras
En 1977, junto al reparto de El Chavo, realizó una gira por Chile durante la dictadura militar de Augusto Pinochet. Allí, se presentaron en el Estadio Nacional de Chile localizado en Santiago, donde tuvieron una audiencia récord de ochenta mil espectadores. Gómez Bolaños recibió críticas negativas por la prensa mexicana debido a su actuación en dicho lugar, ya que anteriormente había sido utilizado como campo de concentración. 
No fue sino hasta 2005 que Gómez Bolaños habló sobre esta controversia en su libro Sin querer queriendo, donde aclaró que «ninguno de los actores sabía que el estadio había sido un campo de concentración» y que, de haberlo sabido, «hubiéramos trabajado allí igual». Agregó que, según esa lógica, «ningún actor debería presentarse en el Zócalo donde se enlodó la memoria de todos los que fueron asesinados durante la Decena Trágica». El comediante también expresó su felicidad por haber actuado en el Estadio Nacional: «¿Cómo olvidar la larga ovación que nos dieron mientras dimos dos veces la vuelta olímpica, aunque terminamos resoplando de cansancio? Valió la pena, ¿no?».

### Problemas legales con María Antonieta de las Nieves
En julio de 2013, María Antonieta anunció que finalmente ganó una demanda contra Chespirito, respaldada por Televisa que inició en 2001 por el uso indebido de su personaje La Chilindrina. «Tienen la primicia de saber que ya gané la demanda contra Televisa y Chespirito. La Chilindrina ya es mía y nadie me la puede quitar», dijo De Las Nieves en una rueda de prensa en Lima, capital de Perú. De acuerdo con el medio mexicanoestadounidense, Univisión, el 26 de julio de 2013, Gómez Bolaños les dijo que «el día que terminó El Chavo, cada quien hizo lo que quiso con su personaje, así lo quise hacer yo. Le dije que iba a continuar, me dijo que sí, pero después se arrepintió y me dijo que no». A diferencia de Carlos Villagrán, quien dejó el programa en 1978, María Antonieta permaneció en el programa hasta finales de la década de 1990.

### Supuesta relación con el narcotráfico
Fernando Rodríguez Mondragón, hijo del capo colombiano Gilberto Rodríguez Orejuela, jefe del extinto Cartel de Cali en Colombia y autor del libro El hijo del ajedrecista, señaló que Roberto Gómez Bolaños actuó en una fiesta para uno de los hijos de los jefes del mencionado cártel. Ante tal información, la respuesta inmediata de Gómez Bolaños fue que nunca había estado ligado al narcotráfico en ninguna de sus formas, pero María Antonieta de las Nieves aseguró que El show de Chespirito se presentó en la celebración de una primera comunión de la familia del narcotraficante. Sin embargo en 1995, salió a la luz pública el extracto de un vídeo en el que aparece Gómez Bolaños junto a su elenco, actuando en una fiesta privada del empresario colombiano Justo Pastor Perafán (hoy condenado por narcotráfico), aproximadamente a finales de la década de los ochenta. Dicho material fue revelado por el noticiero Cripton, emitido los fines de semana por la extinta Cadena 2 (hoy Canal Institucional) de Colombia. Tras esta revelación, la noticia tuvo poca relevancia y nunca más se volvió a hablar del tema en otros medios.

## Muerte

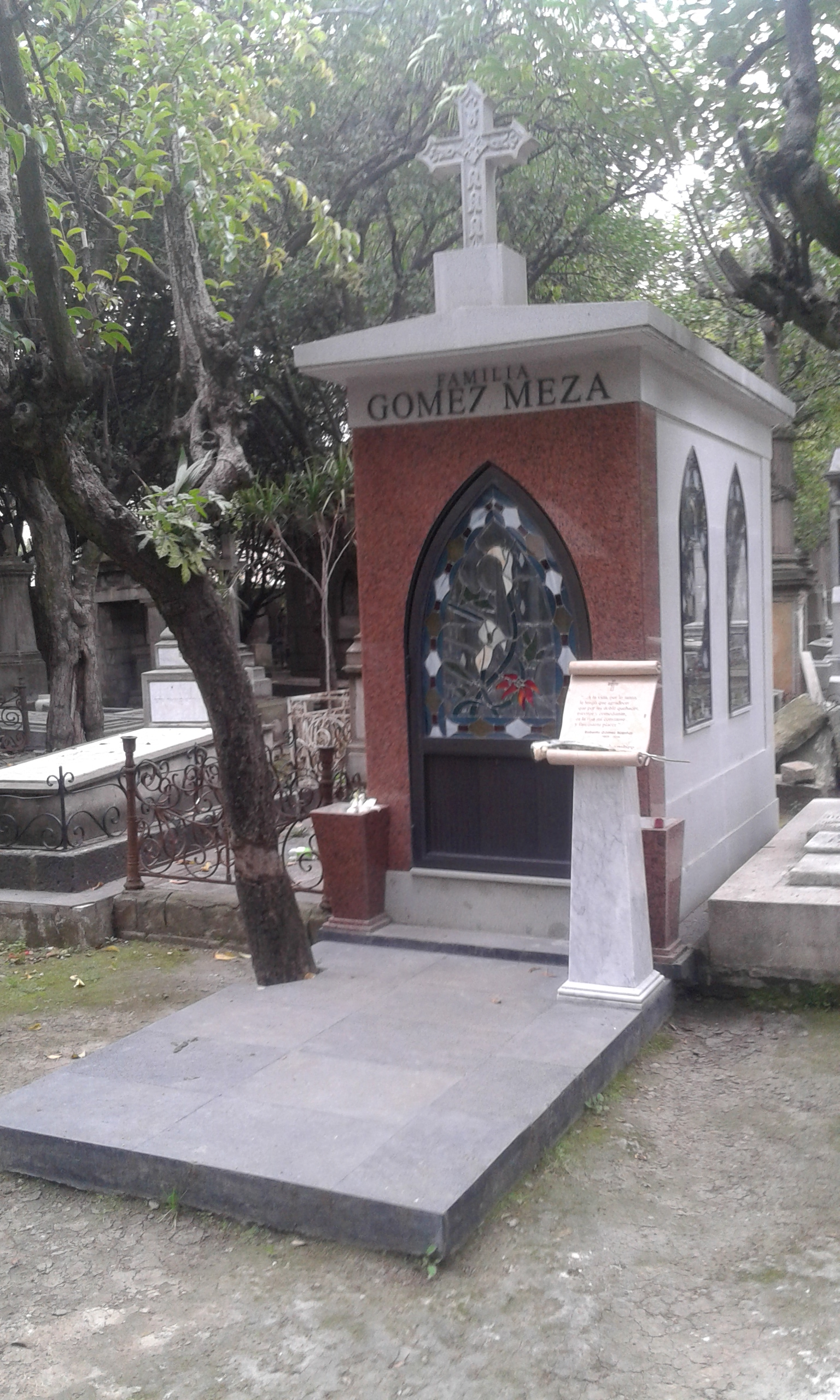
Tumba de Gómez Bolaños fotografiada en 2016. Se encuentra ubicada en el Panteón Francés de la Piedad, en Ciudad de México

El 28 de noviembre de 2014, Gómez Bolaños falleció en su residencia de Cancún, Quintana Roo, a los 85 años de edad, reportándose inicialmente que había muerto por complicaciones respiratorias. Después de dos homenajes de cuerpo presente que se le realizaron al día siguiente en Ciudad de México, uno particular en las instalaciones de Televisa, y otro público en el estadio Azteca, fue enterrado en el cementerio privado, Panteón Francés de la Piedad, ubicado en la misma ciudad.
El 10 de septiembre de 2015, su viuda, la actriz Florinda Meza, reveló que su muerte había sido causada por la enfermedad de Parkinson.

## Legado

### Retrospectiva a sus programas y tipo de humor
Aunque la obra de Roberto Gómez Bolaños ha gozado por décadas de amplia aceptación entre el público hispanoparlante, la intelectualidad mexicana frecuentemente ha lanzado críticas hacia la misma. De acuerdo a Darío Martínez Brooks, ningún otro cómico mexicano ha alcanzado a tantos países de habla hispana. El crítico de televisión Álvaro Cueva opina que Gómez Bolaños tuvo la capacidad de aprovechar el lenguaje televisivo y crear guiones originales que podían entretener «a niños y adultos por igual». Según Alejandro Herrera, maestro en estudios de arte de la Universidad Iberoamericana, «la risa (de los programas de Chespirito) no era por medio de un doble sentido, o por medio de menospreciar o ser irónicos, sino de resaltar las idiosincrasias de nuestra sociedad de una manera muy sincera».
Según Luis Carrasco, profesor de Comunicación en la Universidad Autónoma de la Ciudad de México (UACM), «en sus programas había un auténtico bullying. Todo el mundo se burlaba de todos, todos contra uno, y era algo muy normal. Y si en esta época se planteara lo que sucedía en esos programas, no creo que fuera tan aceptado o qué tantas críticas pudiera ocasionar [...]». Asimismo, crítica que Chespirito «comenzó a responder a cuestiones más comerciales» en lo que llama su segunda etapa, cuando se pasó del Canal 8 a Televisa.
Según el sociólogo e investigador de la UNAM Raúl Rojas Soriano, los chistes que hacía Kiko sobre la pobreza de El Chavo, las bromas sobre la obesidad de Ñoño o el rechazo de la comunidad a la vieja Bruja del 71 exaltan comportamientos clasistas y machistas. La vicepresidenta de la Asamblea Nacional de Ecuador Rosana Alvarado escribió al fallecer Gómez Bolaños que «partes de Chespirito o de El Chavo no eran comedia. No es humor golpear a un niño, tratarlo como 'tonto' o ridiculizarlo. Eso no».

### Estilo de trabajo
El actor Óscar Bonfiglio, quien participó en la puesta en escena de la tragedia Once y doce en 2013, afirmó que con Gómez Bolaños como director teatral «nunca hubo necesidad de improvisar para hacer reír, incluso, lo teníamos prohibido, a menos que sucediera algún imprevisto [...] era muy exigente porque todo lo tenía muy definido y debíamos hacerlo tal como él lo marcaba en el texto».

### Reanudación de emisiones
El 7 de septiembre de 2024, Florinda Meza anunció que El Chavo y El Chapulín Colorado regresarían a la televisión después de cuatro años de ausencia. Ambos programas empezaron a transmitirse en UniMas, Univision, y Vix, a partir del 21 de septiembre. Las dos series tienen previsto volver al canal de Las Estrellas en octubre y al Canal RCN el 5 de octubre.

### Serie biográfica
En 2025, se estrenó una serie biográfica sobre su vida, titulada Chespirito: sin querer queriendo, en la que fue personificado por Pablo Cruz Guerrero. Fue producida por su hijo Roberto Gómez Fernández junto a Grupo Chespirito para el servicio de streaming Max, basándose en el libro Sin querer queriendo: memorias de Bolaños, publicado en 2006.

## Discografía selecta
Fuera de la actuación, Bolaños exploró la música por medio de sus programas televisivos, grabando algunos álbumes y varias canciones junto a sus compañeros de trabajo.

### Álbumes de estudio
| Año  | Título                                                                                   | Discográfica                     |
| 1976 | Chespirito y Sus Canciones - ¡No Contaban Con Mi Astucia!                                | Discos Fontana                   |
| 1977 | Así Cantamos y Vacilamos en la Vecindad del Chavo                                        | Discos Fontana                   |
| 1979 | 1er Festival de la Canción Infantil de Radio Variedades - Canta Chespirito y su Compañía | Philips                          |
| 1979 | El Chavo Canta - ¡Eso, Eso, Eso...!                                                      | Discos Fontana                   |
| 1981 | Síganme los Buenos a la Vecindad del Chavo                                               | Discos Fontana                   |
| 1989 | Chaves (álbum)                                                                           | Polydor Records Brasil SBT Music |

## Filmografía

### Cine
| Año  | Título                       | Papel                |
| ---- | ---------------------------- | -------------------- |
| 1989 | Música de Viento             | Sr. Quevedo          |
| 1984 | Charrito                     | Charrito             |
| 1983 | Don ratón y don ratero       | Ratón Pérez          |
| 1982 | El Chanfle 2                 | El Chanfle           |
| 1979 | El Chanfle                   | El Chanfle           |
| 1970 | La hermana Trinquete         |                      |
| 1970 | El cuerpazo del delito       | Goliath              |
| 1970 | El amor de María Isabel      | Instructor de manejo |
| 1970 | Las tres magníficas          | Manolo               |
| 1969 | La princesa hippie           | Damián Damianoski    |
| 1968 | El zángano                   | El psicólogo         |
| 1968 | Operación carambola          | Carlitos             |
| 1967 | El mundo loco de los jóvenes |                      |
| 1960 | Dos criados malcriados       |                      |
| 1960 | Dos locos en escena          | Don Juan             |

### Dirección
| Año  | Título                 |
| ---- | ---------------------- |
| 1958 | Los legionarios        |
| 1959 | Tres lecciones de amor |
| 1962 | ¡En peligro de muerte! |
| 1982 | El Chanfle 2           |
| 1984 | Charrito               |
| 1989 | Música de Viento       |
| 1991 | Milagro y magia        |

### Guionista
| Año  | Título                                        |
| ---- | --------------------------------------------- |
| 1958 | Los legionarios                               |
| 1959 | Angelitos del trapecio                        |
| 1959 | Vagabundo y millonario                        |
| 1960 | Dos criados malcriados                        |
| 1960 | Los tigres del desierto                       |
| 1960 | El dolor de pagar la renta                    |
| 1960 | Los desenfrenados                             |
| 1961 | Dos tontos y un loco                          |
| 1961 | Limosneros con garrote                        |
| 1961 | Pegando con tubo                              |
| 1962 | ¡En peligro de muerte!                        |
| 1963 | Los invisibles                                |
| 1964 | Los astronautas                               |
| 1965 | Los reyes del volante                         |
| 1966 | Un novio para dos hermanas                    |
| 1967 | Detectives o ladrones (dos agentes inocentes) |
| 1967 | El camino de los espantos                     |
| 1968 | Operación carambola                           |
| 1969 | La princesa hippie                            |
| 1970 | Fray Dólar                                    |
| 1970 | ¡Ahí madre!                                   |
| 1978 | El Chanfle                                    |
| 1982 | El Chanfle 2                                  |
| 1983 | Don ratón y don ratero                        |
| 1984 | Charrito                                      |
| 1989 | Música de Viento                              |
| 1997 | Elisa antes del fin del mundo                 |
| 1998 | ¡Que vivan los muertos!                       |

### Producción
| Año                | Título                          |
| ------------------ | ------------------------------- |
| 1969-1970          | El ciudadano Gómez              |
| 1973-79, 1980-1995 | Chespirito                      |
| 1973-79            | El Chapulín Colorado            |
| 1973-1980          | El Chavo del 8                  |
| 1979-1980          | La Chicharra                    |
| 1991               | Milagro y Magia                 |
| 1997               | Elisa antes del fin del mundo   |
| 1997               | Un baúl lleno de miedo          |
| 1998               | La primera noche                |
| 1993-94            | Con humor… al estilo Chespirito |
| 2006-2014          | El Chavo animado                |
| 2015-2017          | El Chapulín Colorado animado    |

| Año                | Título                                                                       | Creador | Escritor | Productor | Canal                                      | Notas                                                                                                   |
| ------------------ | ---------------------------------------------------------------------------- | ------- | -------- | --------- | ------------------------------------------ | --- |
| 1956-1967          | Cómicos y Canciones (Entre Cómicos y Canciones / Cómicos y Canciones Addams) | No      | Sí       | No        | Canal 8                                    | Guionista, varios personajes                                                                            |
| 1968-1970          | Sábados de la Fortuna                                                        | No      | Sí       | No        | Canal 8                                    | Creador y guionista                                                                                     |
| 1969-1970          | El ciudadano Gómez                                                           | Sí      | Sí       | Sí        | Canal 8                                    | Creador y guionista Personaje: El ciudadano Gómez                                                       |
| 1970-1971          | Los Supergenios de la Mesa Cuadrada                                          | Sí      | Sí       | No        | Canal 8                                    | Creador y guionista, varios personajes                                                                  |
| 1973-79, 1980-1995 | Chespirito                                                                   | Sí      | Sí       | No        | Canal 8 (1970-1973) Canal de las Estrellas | Creador, productor, director y guionista Personajes: Varios.                                            |
| 1973-79            | El Chapulín Colorado                                                         | Sí      | Sí       | No        | Canal 8 (1970-1973) Canal 2 (1973-1979)    | Director, creador y guionista. Personajes: El Chapulín Colorado, Varios.                                |
| 1973-1980          | El Chavo del 8                                                               | Sí      | Sí       | No        | Canal 8 (1970-1973) Canal 2 (1973-1980)    | Director, creador y guionista. Personajes: El Chavo, Varios.                                            |
| 1979-1980          | La Chicharra                                                                 | Sí      | Sí       | No        | Canal 2                                    | Director, creador y guionista. Personajes: Vicente Chambón                                              |
| 1991               | Milagro y Magia                                                              | No      | No       | Sí        | Canal de las Estrellas                     | Productor ejecutivo                                                                                     |
| 1997               | Elisa antes del fin del mundo                                                | No      | No       | Sí        | Canal de las Estrellas                     | Productor ejecutivo                                                                                     |
| 1997               | Un baúl lleno de miedo                                                       | No      | No       | Sí        | Canal de las Estrellas                     | Productor ejecutivo                                                                                     |
| 1993-94            | Con humor… al estilo Chespirito                                              | Sí      | Sí       | Sí        | Canal de las Estrellas                     | Director, creador y guionista. Personajes: Don Calavera (Carlos Vera) Ciudadano Gómez Varios personajes |
| 2006-2014          | El Chavo animado                                                             | Sí      | Sí       | Sí        | Canal de las Estrellas                     | Creador, productor y guionista                                                                          |
| 2015-2017          | El Chapulín Colorado animado                                                 | Sí      | Sí       | Sí        | Canal de las Estrellas                     | Productor, guionista (sólo en la primera temporada)                                                     |

### Televisión
| Año                | Título                                            | Papel                                                      | Notas               |
| ------------------ | ------------------------------------------------- | ---------------------------------------------------------- | ------------------- |
| 1956-1967          | Cómicos y canciones / Cómicos y canciones «Adams» | Varios personajes                                          | También guionista   |
| 1968-1970          | Sábados de la Fortuna                             | Varios personajes                                          | Creador y guionista |
| 1969-1970          | El ciudadano Gómez                                | El ciudadano Gómez                                         |                     |
| 1970-71            | Los Supergenios de la Mesa Cuadrada               | El Chapulín Colorado / Dr. Chapatín / otros personajes     |                     |
| 1973-79, 1980-1995 | Chespirito                                        | Varios personajes                                          |                     |
| 1973-79            | El Chapulín Colorado                              | El Chavo / El Chapulín Colorado / Dr. Chapatín / Chompiras |                     |
| 1973-1980          | El Chavo del 8                                    | El Chavo del 8, otros personajes                           |                     |
| 1979-1980          | La Chicharra                                      | Vicente Chambón                                            |                     |
| 1993-94            | Con humor… al estilo Chespirito                   | Don Calavera / Ciudadano Gómez                             |                     |
| 2000               | No contaban con mi astucia                        | El mismo                                                   | Homenaje            |
| 2012               | América celebra a Chespirito                      | El mismo                                                   | Homenaje            |

### Teatro
| Año       | Título      | Papel        | Notas                               |
| --------- | ----------- | ------------ | ----------------------------------- |
| 1992-2009 | Once y doce | Eloy Madrazo | Creada e interpretada por él mismo. |
| 1985      | Títere      | José Grillo  | Creada e interpretada por él mismo. |

## Premios y nominaciones

### Premios TVyNovelas
| Año  | Categoría                 | Trabajo nominado | Resultado |
| ---- | ------------------------- | ---------------- | --------- |
| 1994 | Mejor actor de comedia    | Chespirito       | Nominado  |
| 1991 | Mejor programa de comedia | Chespirito       | Nominado  |
| 1991 | Mejor actor de comedia    | Chespirito       | Ganador   |
| 1987 | Mejor programa de comedia | Chespirito       | Ganador   |
| 1987 | Mejor actor de comedia    | Chespirito       | Ganador   |

### Premios ACE
| Año  | Categoría               | Resultado |
| ---- | ----------------------- | --------- |
| 2008 | Galardón Extraordinario | Ganador   |

### Otros

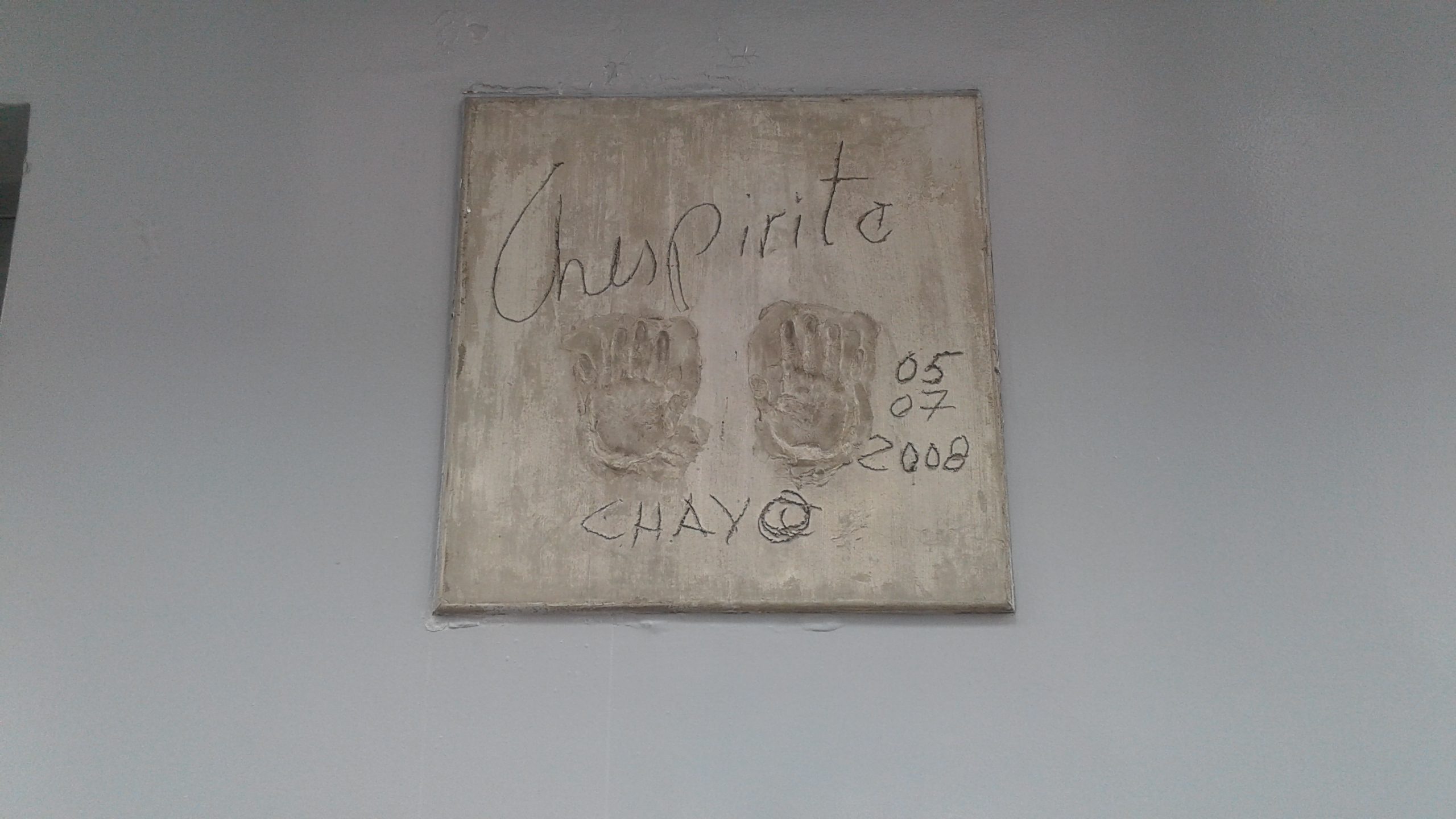
Estampado de manos de Bolaños, fechado con el año 2008.

En 2000, Televisa le da un homenaje titulado «No contaban con mi astucia», conmemorando los treinta años de aniversario del programa El Chavo del 8.
En 2002, recibe su estrella en el Paseo de las Luminarias de México.
En 2004 la Asociación de Cronistas de Arte (ACROARTE) de la República Dominicana y la Cervecería Nacional Dominicana le otorgan el Soberano Internacional como un reconocimiento a su carrera en la televisión latinoamericana y a sus múltiples facetas como escritor, guionista, actor, humorista y productor.
En 2005 la Universidad Salvadoreña Alberto Masferrer, en El Salvador, le otorgó el título de «Doctor Honoris Causa en Filosofía de la Vida».
En 2008 el canal peruano América Televisión realizó un homenaje para coincidir con los 50 años de la fundación del canal. Durante su visita al Perú, fue homenajeado por varias autoridades que incluyó al Congreso de la República y el entonces presidente Alan García Pérez.
En 2012 se realizó un homenaje llamado América celebra a Chespirito hecho por la misma Televisa. En una de las presentaciones, la más emotiva fue la interpretación de Thalía, Gracias, compuesto por Gian Marco donde se acercó directamente.
El 20 de noviembre de 2013, Chespirito recibió el Premio Ondas Iberoamericano a la trayectoria más destacada en televisión.